# Findhorn (rivière)
Pour les articles homonymes, voir Findhorn.
Le Findhorn (gaélique écossais : Uisge Fionn Èireann ; anglais : River Findhorn) est un fleuve d'Écosse.
S'écoulant dans le nord-est de la nation, l'embouchure du Findhorn est située dans le Moray Firth, sur la côte nord. Son estuaire est l'un des plus grands d'Écosse qui ne soit pas un firth.
Le cours d'eau, l'un des plus longs d'Écosse, est poissonneux et est réputé pour la pêche au saumon et à la truite.

## Localités traversées
(du Sud au Nord)
- Dalmigavie
- Corrievorrie
- Kyllachy
- Findhorn Bridge
- Tomatin
- Inverbrough
- Ruthven
- Streens
- Dulsie
- Glenferness
- Ardclach
- Ferness
- Relugas
- Altyre
- Forres
- Kinloss
- Findhorn